# John Spencer, 3:e earl Spencer
John Charles Spencer, 3:e earl Spencer, född den 30 maj 1782 i London, död den 1 oktober 1845 i Wiseton, var en brittisk statsman, mest känd under sin till 1834 burna titel lord Althorp, son till George Spencer, 2:e earl Spencer. 
Lord Spencer blev 1804 ledamot av underhuset och var 1806–07 skattkammarlord, men ägnade på politikens bekostnad sitt övervägande intresse åt jakt, kapplöpningar och lantbruk. 
Först på 1820-talet började han göra sig gällande som politisk debattör, särskilt i finansiella frågor, och 1830 valdes han av underhusets whigparti till dess ledare. Han grep sig genast an med oppositionens organisering. Vid tillkomsten av lord Greys liberala ministär (november 1830) blev lord Spencer skattkammarkansler och ledare i underhuset. Vid lord John Russells sida verkade han på denna post energiskt för den stora parlamentsreformens genomdrivande och fick därvid under de långa detaljdebatterna bära den drygaste arbetsbördan. 
Som underhusets ledare hade han synnerligen stort förtroende inom alla partier, vunnet ej genom några lysande kunskaper eller politisk vältalighet, utan genom den allmänna övertygelsen om hans fullständiga uppriktighet och osjälviskhet. Kabinettet Greys hela fortvaro berodde under dess sista år på underhusets stora förtroende för lord Spencer, vilken endast med svårighet förmåddes att kvarstanna även i Melbournes ministär (juli 1834). 
Då lord Spencer vid sin fars död i november samma år ärvde dennes plats i överhuset, försvagades därigenom ministärens ställning så avsevärt, att Vilhelm IV omedelbart därefter kunde få Melbourne att avgå. 
Under sin återstående levnad ägnade sig lord Spencer uteslutande åt jordbruk på sitt släktgods Althorp och inlade bland annat stora förtjänster om de engelska nötkreatursrasernas förbättring.

## Familj
Han gifte sig 1814 i London med Esther Acklom (1788–1818), som dog i barnsäng. Han gifte aldrig om sig.
Då han dog utan söner, ärvdes earlvärdigheten vid hans död 1845 av hans yngre bror Frederick Spencer, 4:e earl Spencer.